# Smilisca phaeota
Smilisca phaeota és una espècie de granota que viu a Colòmbia, Costa Rica, l'Equador, Hondures, Nicaragua i Panamà.